# ماريا كوندراتيفا
ماريا كوندراتيفا (بالروسية: Кондратьева, Мария Александровна) مواليد 17 يناير 1982 في موسكو، هي لاعبة كرة مضرب روسية سابقة بدأت مسيرتها كمحترفة سنة 1999 وكانت تلعب باليد اليمنى، اعتزلت اللعب في 2013. أعلى تصنيف لها في الفردي كان المركز الـ 210 في سنة 2008. أعلى تصنيف لها في الزوجي كان المركز الـ 48 في سنة 2010.

## النهائيات

### الزوجي: 4 (1-3)
| الحصيلة | الرقم | التاريخ        | الدورة                                 | الأرضية | الشريك              | المنافس في النهائي               | النتيجة في النهائي |
| الوصافة | 1.    | 24 أكتوبر 2009 | كأس الكرملين، روسيا                    | صلبة    | كلارا كوكالوفا      | ماريا كيريلينكو ناديا بتروفا     | 6–2, 6–2           |
| الوصافة | 2.    | 11 أبريل 2010  | بطولة الأندلس للتنس، إسبانيا           | ترابية  | ياروسلافا شفيدوفا   | ساره إيراني روبيرتا فينسي        | 6–4, 6–2           |
| الفوز   | 3.    | 24 يوليو 2010  | بانكا كوبر سلوفينيا المفتوحة، سلوفينيا | صلبة    | فلاديميرا أوهليروفا | مارينا إراكوفيتش آنا تشاكفيتادزه | 6–4, 2–6, [10–7]   |
| الوصافة | 4.    | 31 يوليو 2010  | كاس إسطنبول، تركيا                     | صلبة    | فلاديميرا أوهليروفا | إيليني دانيليدو جازمين ووهر      | 6–4, 1–6, [11–9]   |

## روابط خارجية
- ماريا كوندراتيفا على موقع رابطة محترفات التنس (الإنجليزية)
- ماريا كوندراتيفا على موقع الاتحاد الدولي لكرة المضرب (الإنجليزية)
- ماريا كوندراتيفا على موقع إي إس بي إن.كوم (الإنجليزية)